# Los Pozos, Los Reyes
Los Pozos är en ort i Mexiko.   Den ligger i kommunen Los Reyes och delstaten Michoacán de Ocampo, i den centrala delen av landet, 300 km väster om huvudstaden Mexico City. Los Pozos ligger 2 262 meter över havet och antalet invånare är 133.
Terrängen runt Los Pozos är huvudsakligen kuperad, men västerut är den bergig. Runt Los Pozos är det ganska tätbefolkat, med 111 invånare per kvadratkilometer. Närmaste större samhälle är Santiago Tangamandapio, 19,2 km norr om Los Pozos. I omgivningarna runt Los Pozos växer i huvudsak blandskog.